# Helicina (onderorde)
Helicina zijn een onderorde van weekdieren uit de klasse van de Gastropoda (slakken).

## Taxonomie
De volgende infraordes zijn bij onderorde ingedeeld:
- Arionoidei
- Clausilioidei
- Helicoidei
- Limacoidei
- Oleacinoidei
- Orthalicoidei
- Pupilloidei
- Rhytidoidei
- Succineoidei
- Niet bij een infraorde ingeelde superfamilies zijn:
  - Coelociontoidea Iredale, 1937
  - Papillodermatoidea Wiktor, Martin & Castillejo, 1990
  - Plectopyloidea Möllendorff, 1898
  - Punctoidea Morse, 1864
  - Testacelloidea Gray, 1840
  - Urocoptoidea Pilsbry, 1898 (1868)